# Modernismo en Riga

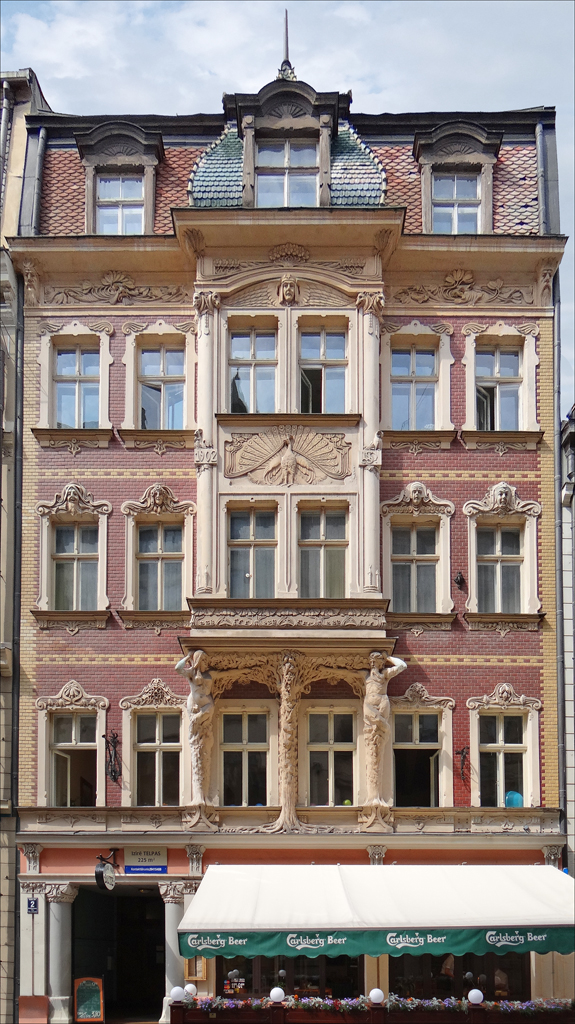
Este edificio de 1902 situado en Smilšu iela 2 y diseñado por Konstantīns Pēkšēns es un buen ejemplo de la arquitectura modernista de Riga en su combinación de racionalidad y decoración.

La arquitectura modernista de Riga constituye aproximadamente un tercio de todos los edificios del centro de Riga, lo que hace a la capital letona la ciudad con mayor concentración de arquitectura modernista del mundo. Construidos durante una época de rápido crecimiento económico, la mayor parte de los edificios modernistas de Riga datan de entre 1904 y 1914. El estilo está representado principalmente por edificios de apartamentos de varias plantas. Esta importante concentración de edificios modernistas ha contribuido a la inscripción del centro histórico de Riga en la lista del Patrimonio de la Humanidad de la UNESCO.

## Historia

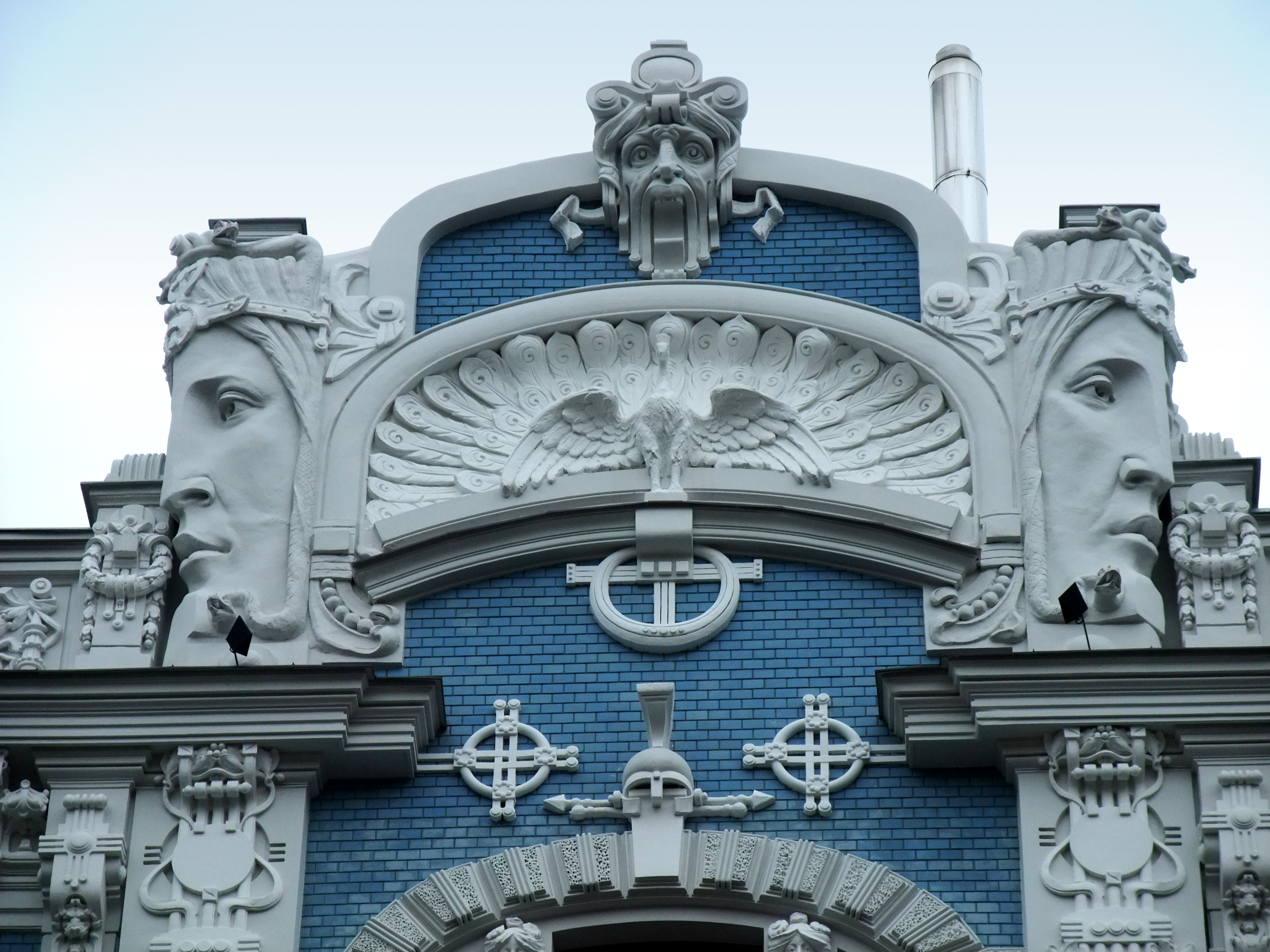
Elizabetes iela, 10b (Mikhail Eisenstein).

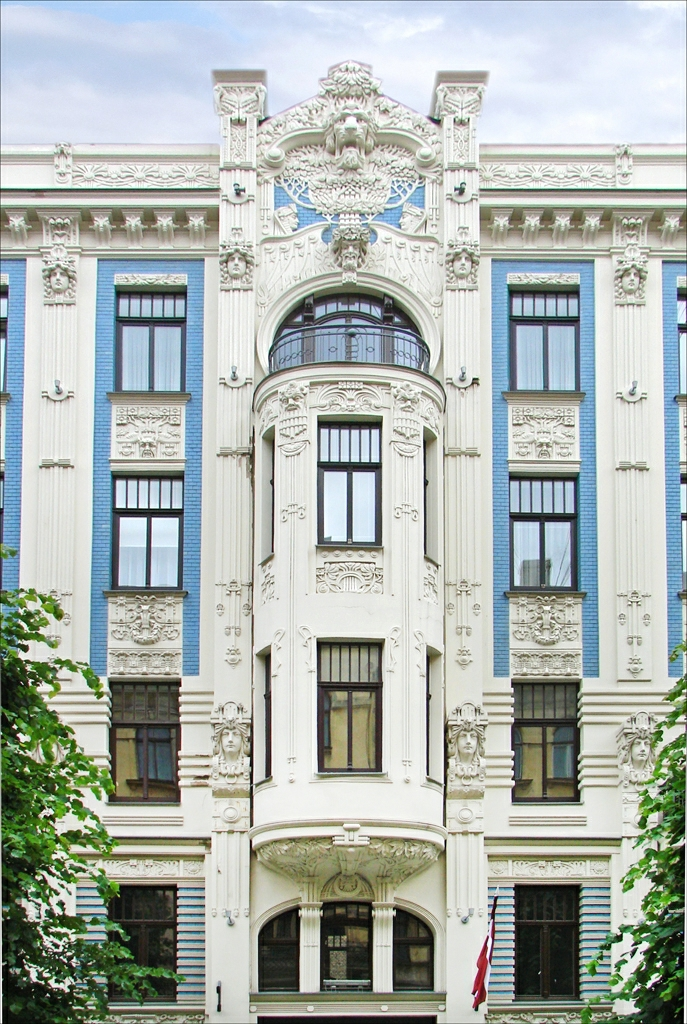
Modernismo ecléctico: un edificio en Alberta iela de Mikhail Eisenstein. Aunque es una atracción turística muy popular, este estilo muy decorado de modernismo no es típico de Riga.

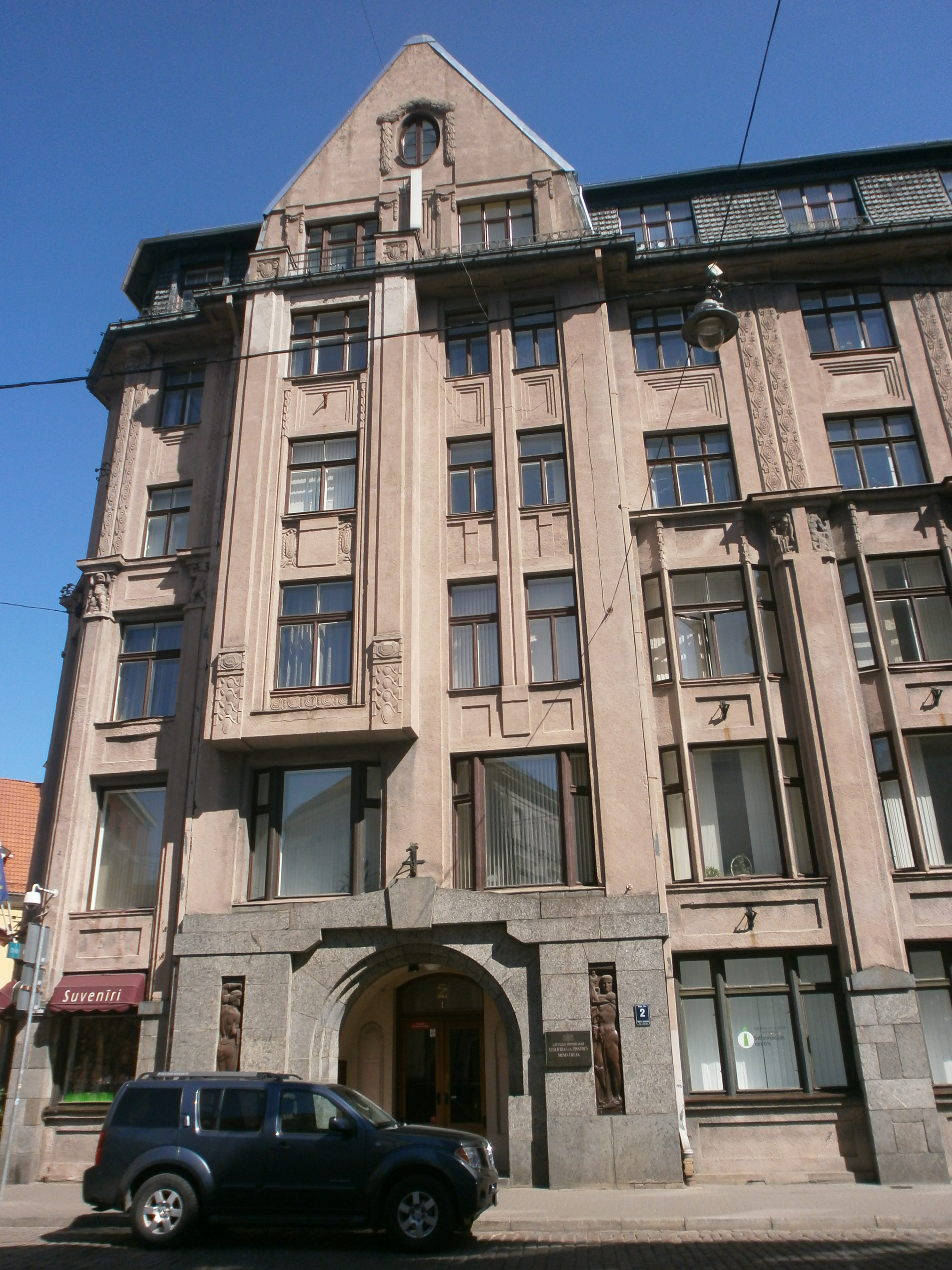
Modernismo perpendicular: El actual Ministerio de Educación, construido en 1911 por el arquitecto E. Friesendorff, tiene una fachada perpendicular con varias esculturas de August Volz.

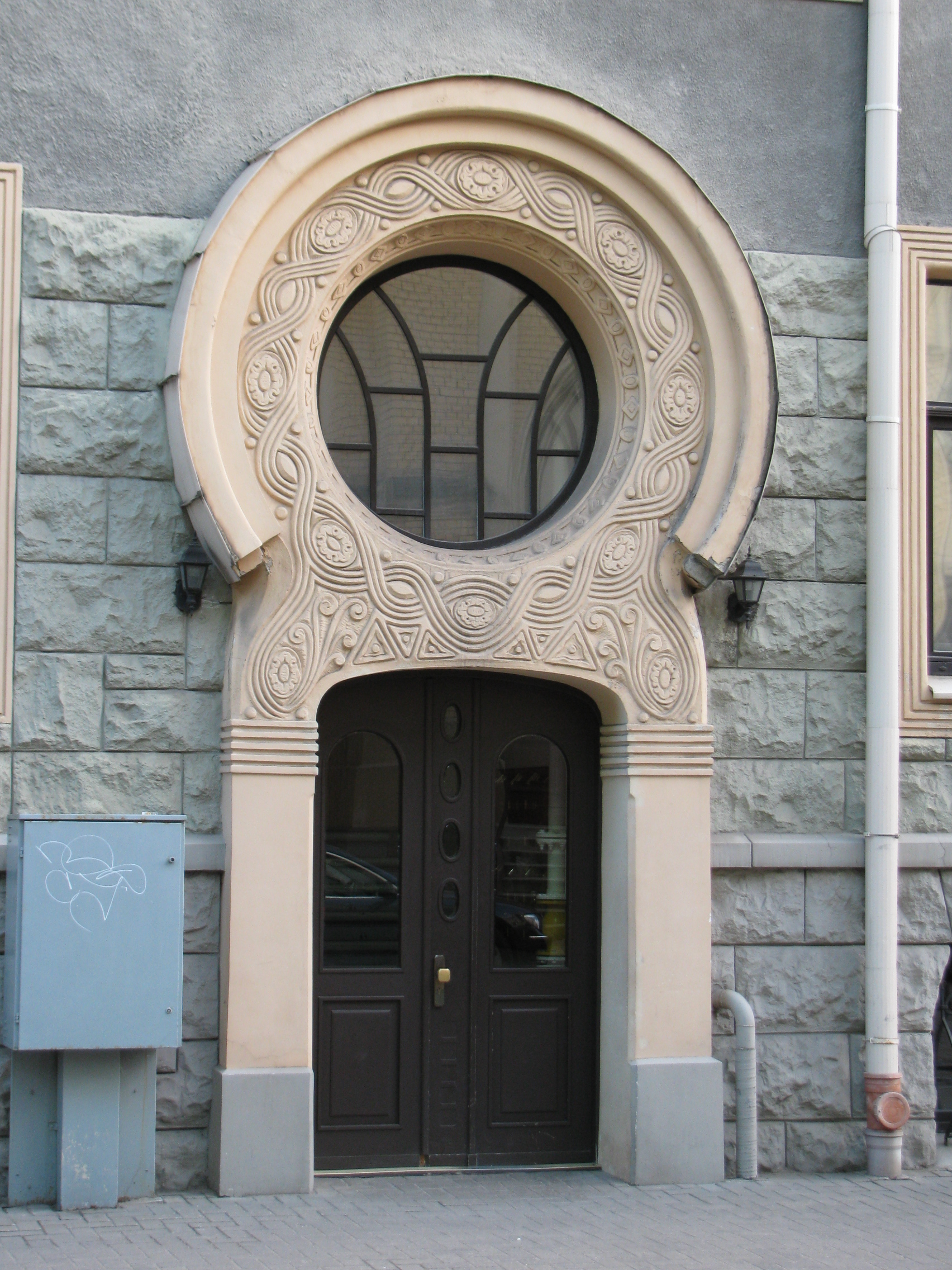
Modernismo nacionalista romántico: Detalle con la decoración típica del nacionalismo romántico en una casa construida en 1908 por Konstantīns Pēkšēns.

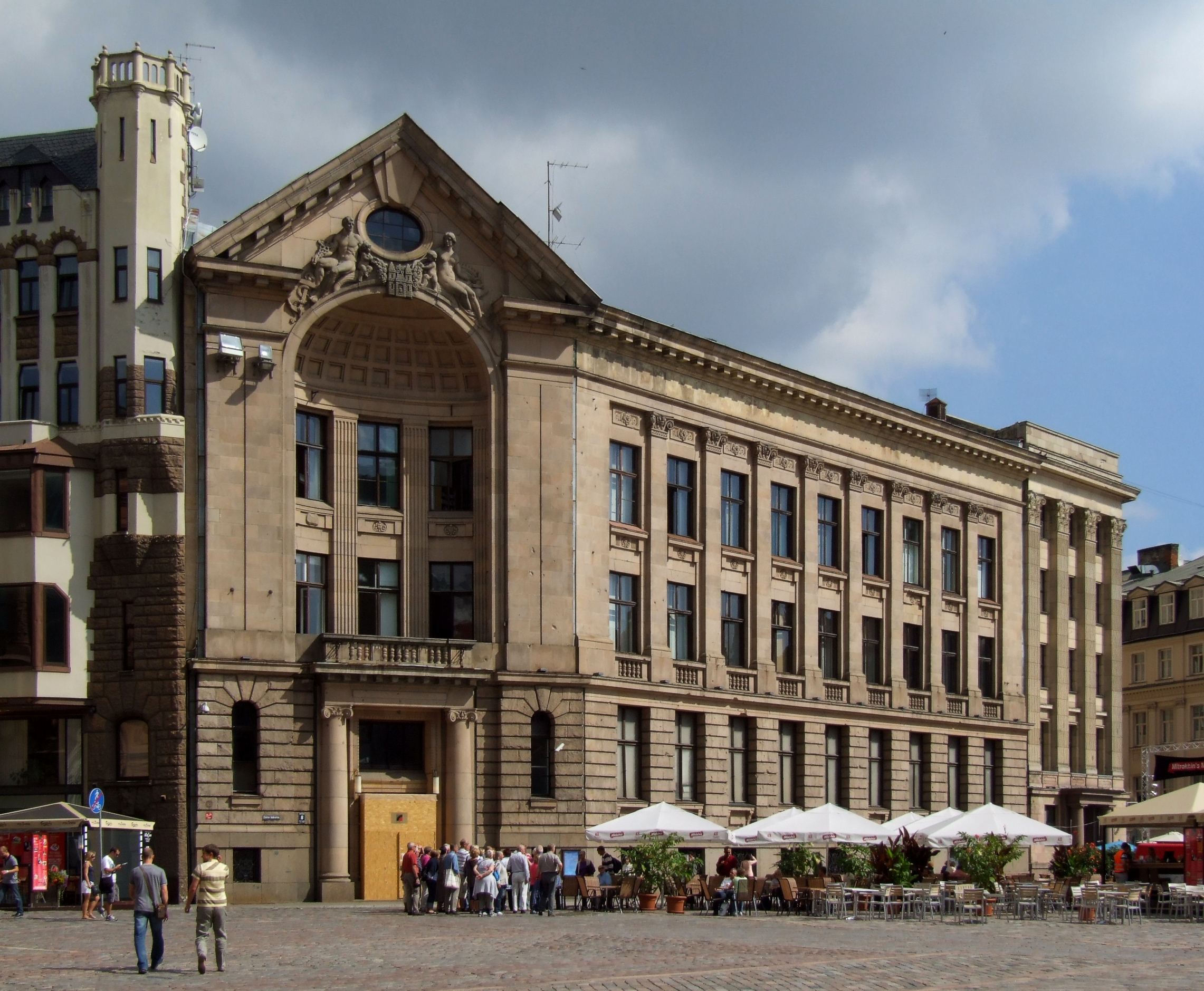
Modernismo neoclásico: Muchos edificios construidos para bancos en Riga son de este estilo, como este, construido en 1913 según el diseño de Paul Mandelstamm.

A finales del siglo XIX, la antigua ciudad hanseática y portuaria de Riga era una de las ciudades más importantes del Imperio Ruso. Era una época de rápido desarrollo económico, industrial y demográfico: entre 1897 y 1913 la población de la ciudad creció en un 88% hasta alcanzar los 530 000 habitantes en 1914. En esa época, era la quinta ciudad más grande del Imperio Ruso y la tercera ciudad más grande de la región báltica. Este fue el crecimiento más alto experimentado por la ciudad en toda su historia.
Ya a mediados del siglo XIX, la ciudad había empezado a expandirse más allá de su núcleo medieval, que estaba rodeado por fortificaciones. Estas fueron demolidas a partir de 1856 y sustituidas con un anillo de bulevares y jardines que rodean el centro histórico de Riga. La nueva parte de la ciudad se desarrolló siguiendo un plano hipodámico y estrictas regulaciones urbanísticas (que ordenaban, por ejemplo, que ningún edificio podía tener más de seis plantas o 21,3 m de altura), dando lugar así a un gran grado de coherencia urbana. Entre 1910 y 1913 se construyeron entre trescientos y quinientos edificios nuevos cada año en Riga, la mayor parte de ellos en estilo modernista y fuera del centro histórico. No obstante, se construyeron varios edificios modernistas en el centro histórico de Riga, así como varias casas unifamiliares en el suburbio de Mežaparks. De hecho, el primer edificio modernista construido en Riga (diseñado por los arquitectos Alfred Aschenkampff y Max Scherwinsky) está situado en Audēju iela 7, en la zona medieval de la ciudad. Es sin embargo la parte del centro de la ciudad situada fuera del anillo de bulevares donde se puede encontrar la gran mayoría de arquitectura modernista de Riga.
Los propietarios, constructores y arquitectos de estos edificios procedían de una gran variedad de diferentes grupos étnicos; entre estos se encuentran los primeros letones que alcanzaron estos niveles sociales. Aparte de los arquitectos letones (entre los mejores representados están Eižens Laube, Konstantīns Pēkšēns y Jānis Alksnis) también había arquitectos judíos (Mikhail Eisenstein, Paul Mandelstamm) y alemanes del Báltico (entre ellos Bernhard Bielenstein, Rudolph Dohnberg y Artur Moedlinger) trabajando en esta época en Riga. Durante esta época, con una identidad nacional letona en desarrollo, un número relativamente pequeño de los arquitectos eran letones étnicos (con letón como su primer idioma), pero diseñaron casi el 40% de todos los edificios nuevos construidos en Riga a principios del siglo XX. Un número creciente de los propietarios eran también letones, en lugar de ser de habla alemana o rusa. Independientemente de su origen étnico, la mayor parte de los arquitectos del modernismo de Riga eran locales, aunque estaban influidos estilísticamente por la arquitectura extranjera, principalmente de Alemania, Austria y Finlandia. Fue significativo para este hecho la apertura de una facultad de arquitectura en el Instituto Politécnico de Riga (actual Universidad Técnica de Riga) en 1869, que ayudó a educar a toda una generación de arquitectos locales.
Los detalles decorativos de los edificios, en forma de esculturas, vitrales, estufas de mayólica... eran en parte importados y en parte fabricados por empresas de Riga. En este sentido, las empresas de artes decorativos de Riga también trabajaron dentro de un mercado regional y exportaron productos (dentro del Imperio Ruso) a ciudades como Tallin y San Petersburgo.
En la actualidad, la arquitectura modernista constituye aproximadamente un tercio de todos los edificios del centro de Riga, lo que la convierte en la ciudad con mayor concentración de arquitectura modernista del mundo. El estilo está representado en la mayor parte de las ocasiones por edificios de apartamentos de varias plantas.

## Desarrollo
El modernismo se desarrolló a partir del eclecticismo y varios estilos inspirados en el pasado pero también como una reacción frente ellos. Del mismo modo que en otros lugares, su desarrollo estuvo guiado por el deseo de crear un estilo individualista menos dependiente de referencias históricas obvias, el deseo de expresar los rasgos y tradiciones locales y un movimiento hacia una arquitectura racional basada en un uso «honesto» de los materiales y la ornamentación que no negara el diseño estructural del edificio.
El modernismo en Riga se descubre principalmente en las fachadas de imponentes inmuebles de varias plantas y numerosas crujías. Estas fachadas majestuosas son casi siempre simétricas. El estilo modernista se caracteriza por la presencia de molduras ostentosas, de esculturas y de estatuas que representan a menudo a personajes de las mitologías griega y romana así como a faunos o criaturas diabólicas. Por otro lado, algunas construcciones están inspiradas en el romanticismo nacional letón. Así, se pueden ver decoraciones con hojas de roble, árbol sagrado en Letonia, flores como las margaritas, piñas o animales de la zona (ardillas, osos,...). Otros edificios tienen fachadas mucho más sobrias referentes al modernismo nórdico, como frisos con dibujos y motivos típicos de los países escandinavos.
Estilísticamente, la arquitectura modernista de Riga se suele dividir en cuatro categorías principales: ecléctica o decorativa, perpendicular o vertical, nacionalista romántica y tardo neoclásica. Estas divisiones no son siempre mutuamente excluyentes. muchos edificios muestran influencias de varios estilos diferentes.

### Modernismoecléctico
Los primeros edificios modernistas de Riga eran de este estilo. Originalmente solo un cambio puramente decorativo del eclecticismo, los edificios de este tipo simplemente adoptaron nuevas formas de decoración modernistas en lugar de los estilos anteriores, pero hicieron poco o nada para cambiar los conceptos anteriores de la estructura de los edificios como tal. El modernismo ecléctico todavía exhibe las fachadas rítmicas y la opulenta decoración de estilos anteriores. En esta primera forma de modernismo, la influencia extranjera fue bastante fuerte, especialmente de Alemania, al igual que las influencias del contemporáneo simbolismo. Los edificios modernistas más famosos de Riga, los situados en Alberta iela, muchos de ellos diseñados por Mikhail Eisenstein, son de este estilo. Aunque son una importante atracción turística, no son representativos de la gran mayoría de edificios modernistas de Riga.

### Modernismoperpendicular
Posteriormente, el eclecticismo dio paso a un estilo más racional del modernismo en Riga, caracterizado por las marcadas composiciones verticales de las fachadas y las decoraciones geométricas integradas en la composición arquitectónica global. La estructura de los edificios también pasó a ser esencialmente moderna en el sentido de que el exterior refleja la disposición del interior, en lugar de ser una fachada sin ninguna conexión racional con el diseño estructural del edificio como previamente. Se construyeron varios grandes almacenes en este estilo, y por eso también se denomina a veces «estilo de grandes almacenes» o Warenhausstil en alemán.

### Modernismonacionalista romántico
El Despertar Nacional Letón, que empezó en el siglo XIX, inició un proceso de formulación consciente de una identidad específica letona, tanto política como culturalmente. Esto, junto con los desarrollos políticos (especialmente la Revolución rusa de 1905) provocó a principios del siglo XX un mayor deseo de expresar una identidad específicamente letona también a través del arte y la arquitectura. El estilo romántico nacionalista se considera a veces un estilo arquitectónico propiamente dicho, pero en el contexto letón se describe a menudo como una variante del modernismo. Tuvo una duración relativamente corta y floreció entre 1905 y 1911. Una cierta cantidad de influencia procedía de la arquitectura finlandesa, pero dado que la idea era desarrollar una forma específicamente letona de arquitectura, muchos de sus aspectos son particulares para la arquitectura letona. Es un estilo caracterizado por una decoración sobria inspirada por el arte popular local, volúmenes monumentales y el uso de materiales de construcción naturales.

### Modernismoneoclásico
La última fase del desarrollo de la arquitectura modernista en Riga es también el estilo peor representado, llamado modernismo neoclásico. Basándose en el lenguaje de la arquitectura clásica, que había sido un estilo prolífico en el Imperio Ruso durante el siglo XIX (pero poco común en Riga), esta variante monumental del modernismo se usó en varios edificios de bancos.

## Principales edificios modernistas de Riga

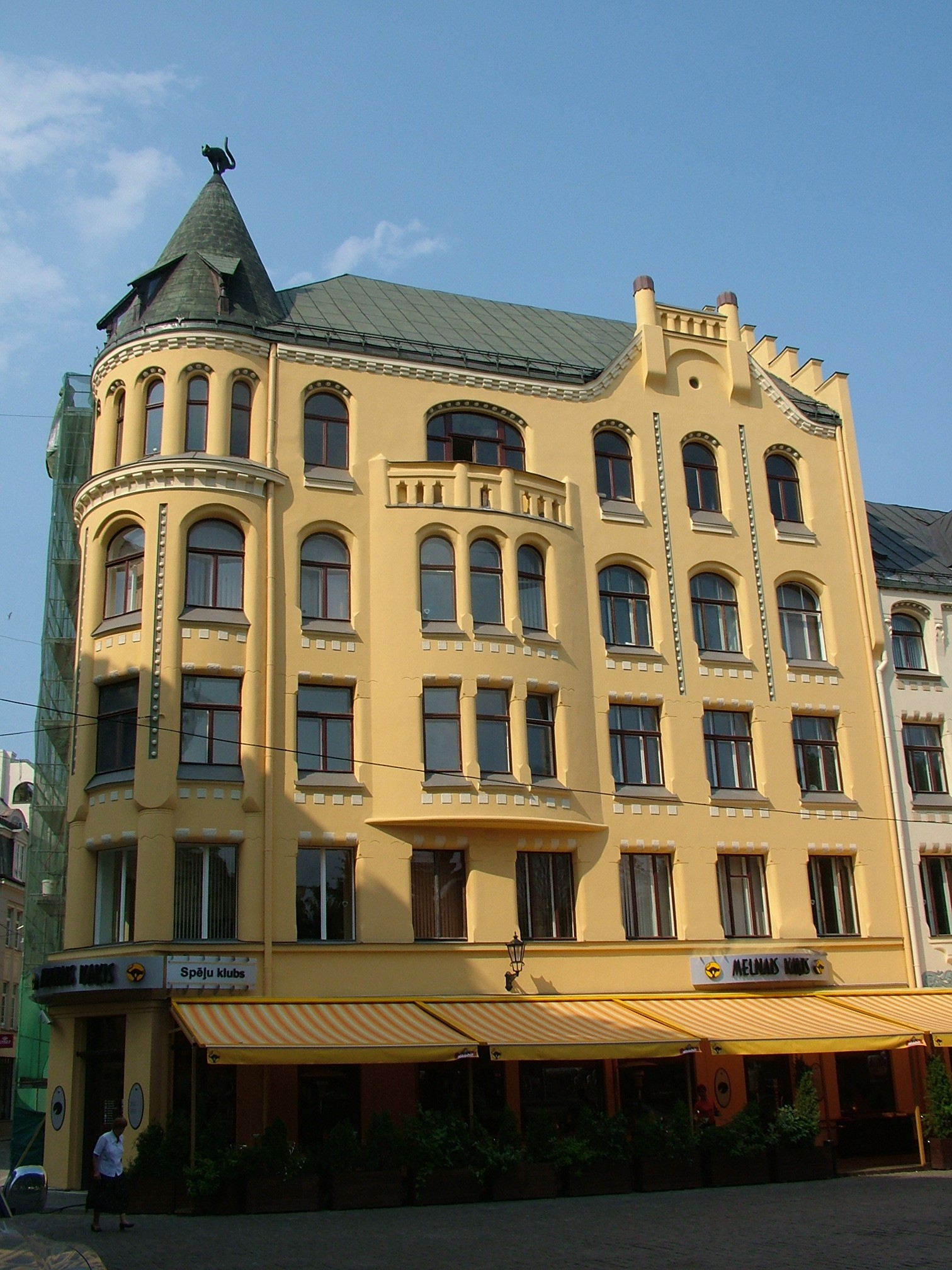
Casa del Gato Negro (1909).

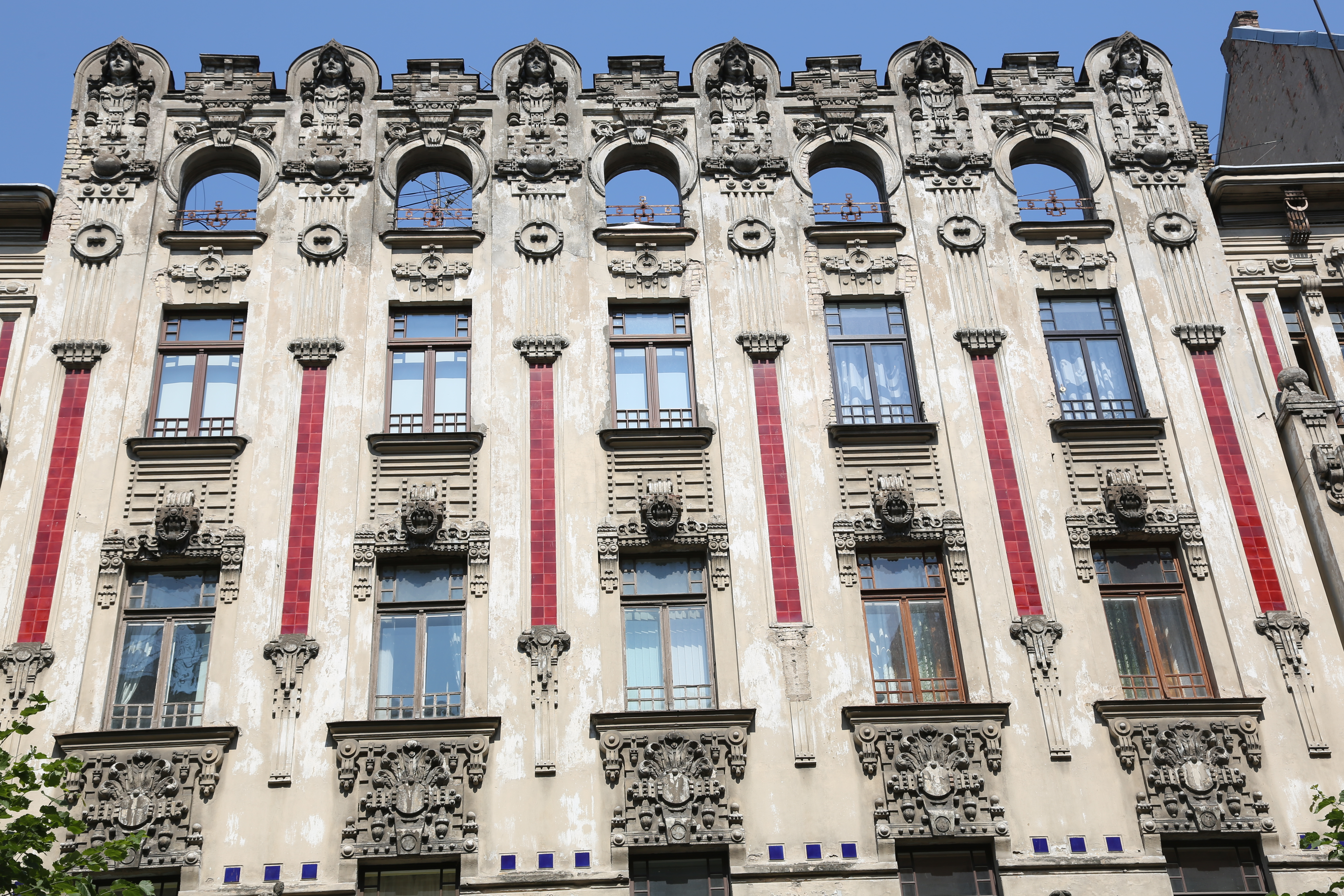
Alberta iela 2a, Mikhail Eisenstein.

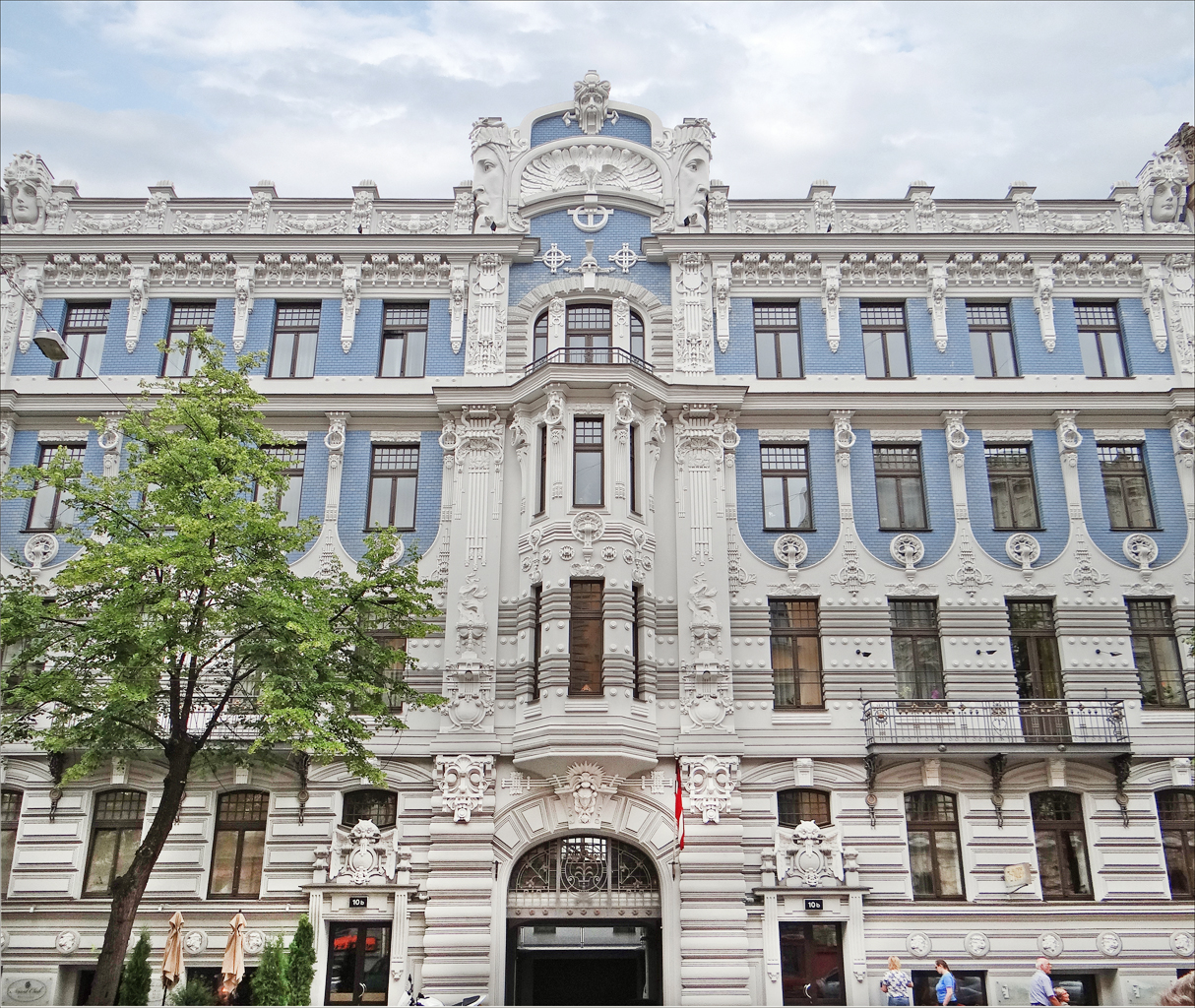
Elizabetes iela 10b.

Lista no exhaustiva de los edificios de estilo modernista de Riga.

### Centro histórico de Riga (Vecriga)
- Audēju iela, 7, Alfred Aschenkampff/Max Gustaw Scherwinskij, 1899
- Jauniela iela, 25/27, Wilhelm Bockslaff, 1903
- Kalēju iela, 23, Paul Mandelstam, 1903
- Kaļķu iela, 12/14
- Meistaru iela, 10/12, Casa del Gato Negro, Friedrich Scheffel, 1909
- Šķūņu iela, 12/14, Friedrich Scheffel, 1902
- Smilšu iela, 2, Konstantīns Pēkšēns, 1902
- Smilšu iela, 8, Heinrich Scheel/Friedrich Scheffel, 1902
- Teātra iela, 9, Heinrich Scheel/Friedrich Scheffel, 1903/1904
- Vaļņu iela, 2, Edgar Friesendorff, 1911

### Alberta ielayElizabetes iela
- Alberta iela 1, Heinrich Scheel y Friedrich Scheffel, 1901
- Alberta iela 2 y 2a, Mikhail Eisenstein, 1906
- Alberta iela 4, Mikhail Eisenstein, 1904
- Alberta iela 6, Mikhail Eisenstein, 1904
- Alberta iela 8, Mikhail Eisenstein, 1903
- Alberta iela 9, Konstantīns Pēkšēns, 1901
- Alberta iela 11, Eižens Laube, 1908
- Alberta iela 12, Konstantīns Pēkšēns y Eižens Laube, 1903
- Alberta iela 13, Mikhail Eisenstein, 1904
- Elizabetes iela 10a et 10b, Mikhail Eisenstein, 1903
- Elizabetes iela 13, Konstantīns Pēkšēns, 1904
- Elizabetes iela Mārtiņš Nukša, 1910
- Elizabetes iela 33, Mikhail Eisenstein, 1901
- Elizabetes iela 45/47 (portal de entrada), Artur Moedlinger

### Otras calles
- Aleksandra Čaka iela, 22, 26, 55, 57, 67/69, 68
- Antonijas iela, Konstantīns Pēkšēns, 1904
- Blaumaņa iela, 28, 36, 3
- Brīvības iela, 33, 37, 46, 47, 62, 64, 68, 76
- Ģertrūdes iela, 10/12, 30, 46
- Jura Alunāna iela, 2a/Andreja Pumpura, 5 (1906)
- Krišjāņa Barona iela, 11, 37, 49
- Krišjāņa Valdemāra iela, 18, 20
- Kronvalda bulvāris, 10 (1907)
- Lāčplēša iela, 4, 14, 16, 18, 24, 29, 51, 61, 70
- Matīsa iela, 27, 31, 38, 43, 44
- Rūpniecības iela, 1, 3, 5, 11
- Stabu iela, 8, 9
- Strēlnieku iela, 2a, 4a (Mikhail Eisenstein, 1905), 6, 13
- Tērbatas iela, 33/35, 49/51
- Vīlandes iela, 4, 10, 11, 12, 14

## Museo
El 23 de abril de 2009 abrió un pequeño museo modernista en la antigua vivienda del arquitecto Konstantīns Pēkšēns, que hizo construir en 1903, y en la que vivió hasta 1907. Se puede ver allí el mobiliario y los elementos decorativos de la Belle Époque. Está situado en la esquina de Alberta iela (n°12) y Strēlnieku iela. Frente a la entrada del museo, situada en Strēlnieku iela, se encuentra una pequeña tienda que también tiene por tema el modernismo.